# هرم خنتکاوس اول
هرم خنتکاوس اول یا آرامگاه خنتکاوس اول در جیزه، مصر واقع شده‌است. یک هرم با دو آرامگاه دودمان چهارم مصر است که برای ملکه مادر خنتکاوس اول در فلات الجیزه ساخته شد. 

## تاریخچه
این مقبره که در دو مرحله بر دو آرامگاه ساخته شد، در ابتدا به عنوان هرم چهارم جیزه شناخته می‌شد. در مرحله اول، یک بلوک تقریباً مربع از سنگ بستر رودخانه ساخته شد، که اطراف آن را با سنگ‌هایی که برای مجموعه اهرام جیزه استخراج شده بود، چیده و بدنه آن را با سنگ آهک سفید و مرغوب تورا پوشاندند. در مرحله دوم، به احتمال زیاد در دودمان پنجم مصر، ساختار آرامگاه را با سنگ آهکی بزرگ بنا کرده و آن را بر روی بلوک مربع اصلی بنا کردند. میروسلاو ورنر، مصرشناس، می‌گوید که این تغییر ممکن است برای تبدیل مقبره به یک هرم بوده باشد، اما کار به دلیل نگرانی از عدم ثبات ادامه نیافته‌است. در جنوب غربی هرم یک گودال بزرگ است که محل زورق خدای شب بوده‌است. زورق مشابه خدای روز پیدا نشده‌است. معبد کوچکی در روبنای آرامگاه تعبیه شده که یک ورودی بزرگ ساخته شده از گرانیت دارد که نام و القاب ملکه روی آن ثبت شده‌است. یکی از القاب او مورد توجه خاص بود زیرا قبل از کشف آن در آرامگاه او شناخته شده نبود.

## نگارخانه

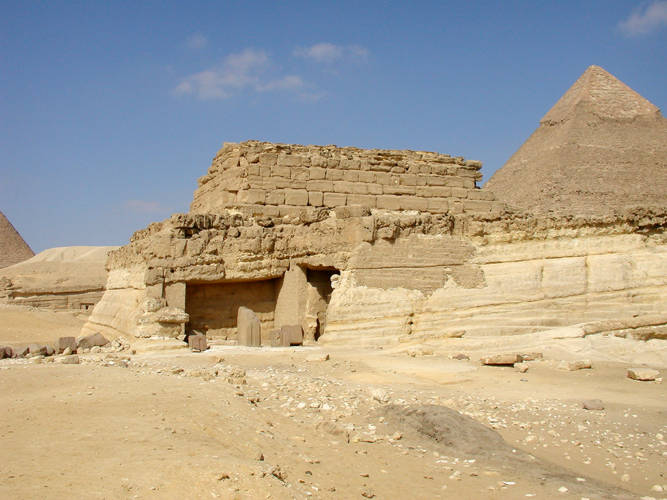
گوشه جنوب شرقی و ورودی آرامگاه خنتکاوس اول
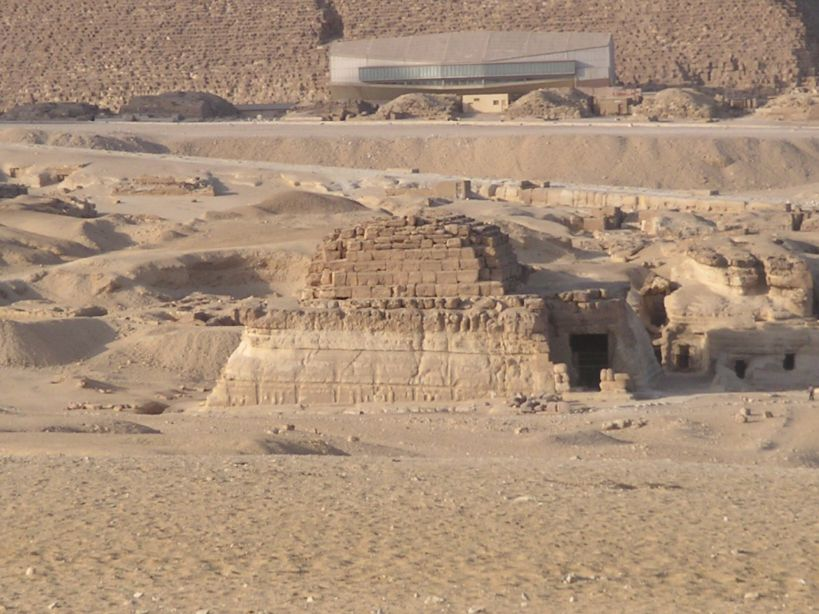
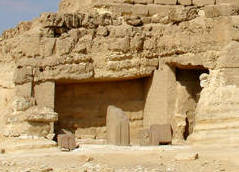
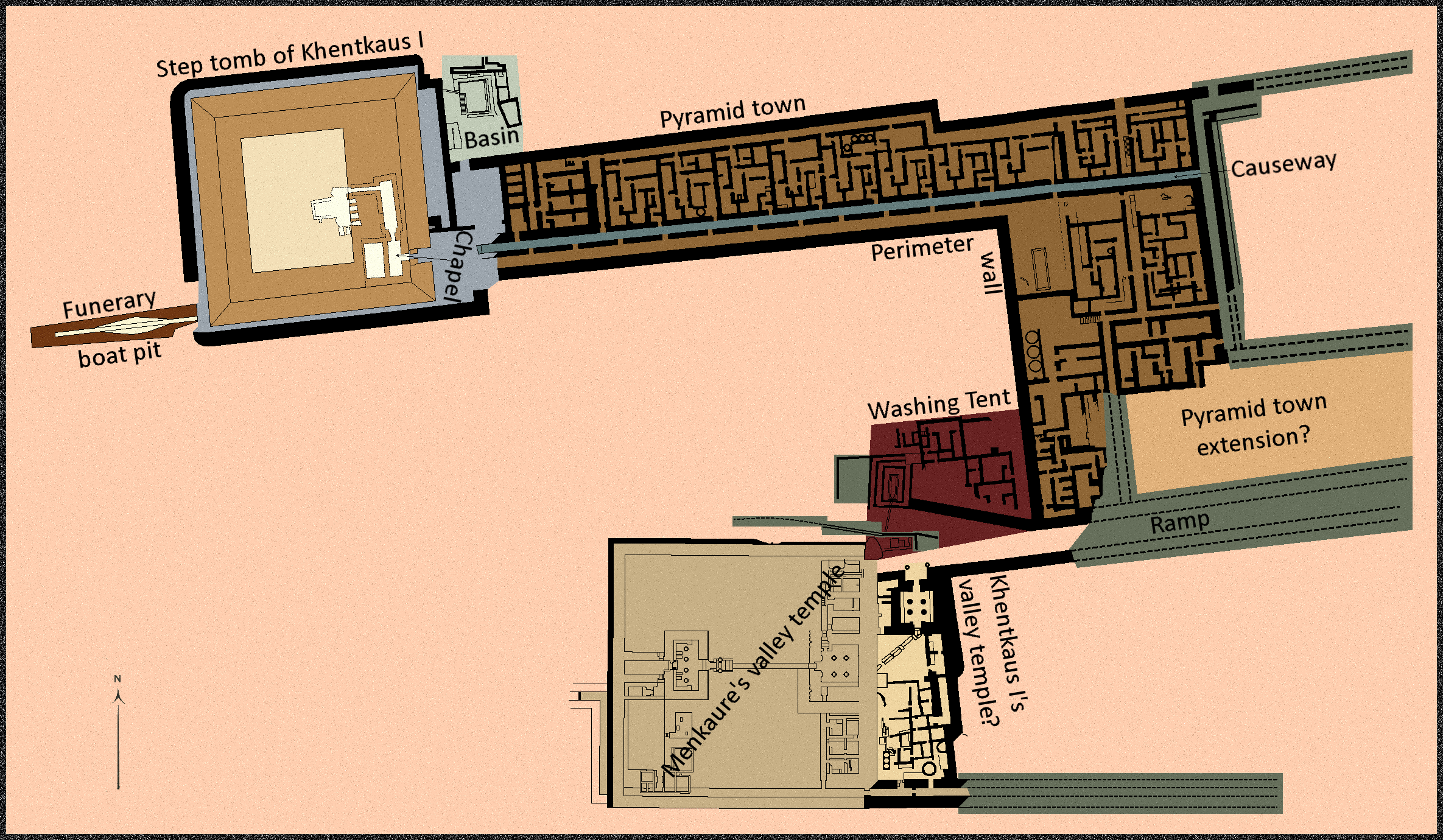
مجموعه سردخانه خنتکاوس اول
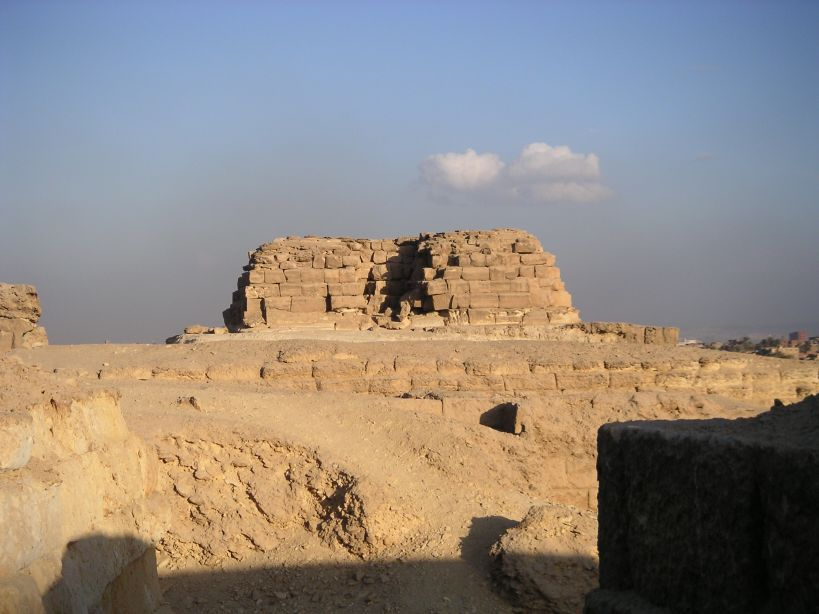